# Llista de topònims de Palau de Santa Eulàlia
Llista de topònims (noms propis de lloc) del municipi de Palau de Santa Eulàlia, a l'Alt Empordà
Informació actualitzada per un bot. Els canvis manuals es perdran quan s'actualitzi!

## casa
| imatge | Nom           | Ubicat a               | instància de | Detalls                                                   | coordenades                                                                | Protecció                                  | Commons (més fotos)                  | Dades a WD                    |
| ------ | ------------- | ---------------------- | ------------ | --------------------------------------------------------- | -------------------------------------------------------------------------- | ------------------------------------------ | ------------------------------------ | ----------------------------- |
|        | Ca l'Estrany  | Palau de Santa Eulàlia | casa         | Estil: arquitectura popular 18th century                  | 42° 10′ 25″ N, 2° 57′ 54″ E / 42.173481°N,2.965068°E ca:C. de Baix         | bé integrant del patrimoni cultural català |                                      | Modifica les dades a Wikidata |
|        | Ca l'Hospital | Palau de Santa Eulàlia | casa         | Estil: gòtic tardà 1567                                   | 42° 10′ 24″ N, 2° 57′ 54″ E / 42.17331°N,2.964911°E ca:C. Baix, 4          | bé cultural d'interès local                |                                      | Modifica les dades a Wikidata |
|        | Can Batlle    | Palau de Santa Eulàlia | casa         | Estil: arquitectura popular 17th century                  | 42° 10′ 38″ N, 2° 58′ 09″ E / 42.177166°N,2.969156°E ca:Veinat de Palau    | bé cultural d'interès local                | Can Batlle (Palau de Santa Eulàlia)  | Modifica les dades a Wikidata |
|        | Can Casals    | Palau de Santa Eulàlia | casa         | Estil: arquitectura popular 19th century Estat: bon estat | 42° 10′ 38″ N, 2° 58′ 09″ E / 42.177272°N,2.969289°E ca:Pl. Constitució, 2 | bé cultural d'interès local                | Can Casals (Palau de Santa Eulàlia)  | Modifica les dades a Wikidata |
|        | Can Masover   | Palau de Santa Eulàlia | casa         | Estil: arquitectura popular 18th century Estat: bon estat | 42° 10′ 40″ N, 2° 58′ 10″ E / 42.177833°N,2.969531°E ca:C. de Dalt, 5      | bé integrant del patrimoni cultural català | Can Masover (Palau de Santa Eulàlia) | Modifica les dades a Wikidata |
|        | Can Ramena    | Palau de Santa Eulàlia | casa         | Estil: arquitectura popular                               | 42° 10′ 38″ N, 2° 58′ 09″ E / 42.177346°N,2.96911°E                        | bé integrant del patrimoni cultural català | Can Ramena                           | Modifica les dades a Wikidata |

## entitat singular de població
| imatge | Nom           | Ubicat a               | instància de                                                                   | Detalls | coordenades                                                               | Protecció | Commons (més fotos) | Dades a WD                    |
| ------ | ------------- | ---------------------- | ------------------------------------------------------------------------------ | ------- | ------------------------------------------------------------------------- | --------- | ------------------- | ----------------------------- |
|        | Palau         | Palau de Santa Eulàlia | entitat singular de població ens local històric de Catalunya                   | 26 hab  | 42° 10′ 39″ N, 2° 58′ 10″ E / 42.177502°N,2.969559°E 90 msnm              |           |                     | Modifica les dades a Wikidata |
|        | Santa Eulàlia | Palau de Santa Eulàlia | entitat singular de població ens local històric de Catalunya capital municipal | 110 hab | 42° 10′ 25″ N, 2° 57′ 52″ E / 42.173666666667°N,2.9645555555556°E 86 msnm |           |                     | Modifica les dades a Wikidata |

## església
| imatge | Nom                                   | Ubicat a               | instància de | Detalls                                   | coordenades                                                                           | Protecció                   | Commons (més fotos)                   | Dades a WD                    |
| ------ | ------------------------------------- | ---------------------- | ------------ | ----------------------------------------- | ------------------------------------------------------------------------------------- | --------------------------- | ------------------------------------- | ----------------------------- |
|        | Sant Esteve de Palau de Santa Eulàlia | Palau de Santa Eulàlia | església     | Estil: arquitectura romànica              | 42° 10′ 39″ N, 2° 58′ 10″ E / 42.1776°N,2.96933°E 91 msnm                             | bé cultural d'interès local | Sant Esteve de Palau de Santa Eulàlia | Modifica les dades a Wikidata |
|        | Santa Eulàlia de Palau                | Palau de Santa Eulàlia | església     | Estil: arquitectura romànica 13rd century | 42° 10′ 24″ N, 2° 57′ 53″ E / 42.1734°N,2.96472°E ca:Pl. Major, Santa Eulàlia 85 msnm | bé cultural d'interès local | Santa Eulàlia de Palau                | Modifica les dades a Wikidata |

## masia
| imatge | Nom            | Ubicat a               | instància de | Detalls                                              | coordenades                                                           | Protecció                                  | Commons (més fotos) | Dades a WD                    |
| ------ | -------------- | ---------------------- | ------------ | ---------------------------------------------------- | --------------------------------------------------------------------- | ------------------------------------------ | ------------------- | ----------------------------- |
|        | Can Camps      | Palau de Santa Eulàlia | masia        | Estil: gòtic tardà arquitectura popular 17th century | 42° 10′ 23″ N, 2° 57′ 54″ E / 42.173078°N,2.96489°E ca:C. de Baix, 10 | bé integrant del patrimoni cultural català |                     | Modifica les dades a Wikidata |
|        | Can Falguerona | Palau de Santa Eulàlia | masia        |                                                      | 42° 11′ 20″ N, 2° 57′ 39″ E / 42.1887589439569°N,2.96089493106932°E   |                                            |                     | Modifica les dades a Wikidata |
|        | Can Gelada     | Palau de Santa Eulàlia | masia        |                                                      | 42° 11′ 36″ N, 2° 58′ 58″ E / 42.1932945131306°N,2.98274118688301°E   |                                            |                     | Modifica les dades a Wikidata |
|        | Can Prada      | Palau de Santa Eulàlia | masia        |                                                      | 42° 11′ 16″ N, 2° 57′ 32″ E / 42.18784167°N,2.959°E                   |                                            |                     | Modifica les dades a Wikidata |
|        | Can Sistet     | Palau de Santa Eulàlia | masia        |                                                      | 42° 10′ 24″ N, 2° 57′ 48″ E / 42.1731967488522°N,2.96342290225945°E   |                                            |                     | Modifica les dades a Wikidata |
|        | Mas Farigola   | Palau de Santa Eulàlia | masia        |                                                      | 42° 11′ 19″ N, 2° 59′ 25″ E / 42.1886120811514°N,2.99019045130211°E   |                                            |                     | Modifica les dades a Wikidata |
|        | Mas Llorenç    | Palau de Santa Eulàlia | masia        |                                                      | 42° 09′ 38″ N, 2° 58′ 46″ E / 42.1604927118122°N,2.97950591250623°E   |                                            |                     | Modifica les dades a Wikidata |
|        | Mas Peire      | Palau de Santa Eulàlia | masia        | Estil: arquitectura popular                          |                                                                       | bé cultural d'interès local                |                     | Modifica les dades a Wikidata |
|        | Mas Perris     | Palau de Santa Eulàlia | masia        |                                                      | 42° 09′ 45″ N, 2° 58′ 26″ E / 42.1623919323198°N,2.97392463995226°E   |                                            |                     | Modifica les dades a Wikidata |
|        | Mas Vicenç     | Palau de Santa Eulàlia | masia        |                                                      | 42° 11′ 27″ N, 2° 59′ 31″ E / 42.190935855876°N,2.99187352065965°E    |                                            |                     | Modifica les dades a Wikidata |
|        | Mas del Pastor | Palau de Santa Eulàlia | masia        |                                                      | 42° 11′ 32″ N, 2° 59′ 00″ E / 42.1921237594655°N,2.98323806558515°E   |                                            |                     | Modifica les dades a Wikidata |

## muntanya
| imatge | Nom          | Ubicat a               | instància de | Detalls | coordenades                                                 | Protecció | Commons (més fotos) | Dades a WD                    |
| ------ | ------------ | ---------------------- | ------------ | ------- | ----------------------------------------------------------- | --------- | ------------------- | ----------------------------- |
|        | Roca Aïllada | Palau de Santa Eulàlia | muntanya     |         | 42° 09′ 48″ N, 2° 58′ 24″ E / 42.1632°N,2.97345°E 31.2 msnm |           |                     | Modifica les dades a Wikidata |
|        | el Puig      | Palau de Santa Eulàlia | muntanya     |         | 42° 10′ 29″ N, 2° 58′ 07″ E / 42.1748°N,2.96851°E 85.5 msnm |           |                     | Modifica les dades a Wikidata |

## Misc
| imatge | Nom                                         | Ubicat a                                | instància de      | Detalls                                                 | coordenades                                                                                              | Protecció                                            | Commons (més fotos)                     | Dades a WD                    |
| ------ | ------------------------------------------- | --------------------------------------- | ----------------- | ------------------------------------------------------- | --- | ---------------------------------------------------- | --------------------------------------- | ----------------------------- |
|        | Bosc Lladrós                                | Palau de Santa Eulàlia Garrigàs         | bosc              |                                                         | 42° 10′ 56″ N, 2° 58′ 02″ E / 42.18214722222222°N,2.9672944444444447°E                                   |                                                      |                                         | Modifica les dades a Wikidata |
|        | Castell de Palau Sardiaca                   | Palau de Santa Eulàlia                  | castell           | Estil: arquitectura gòtica                              | 42° 10′ 39″ N, 2° 58′ 10″ E / 42.1775°N,2.96932°E                                                        | bé d'interès cultural bé cultural d'interès nacional | Palau Sardiaca (Palau de Santa Eulàlia) | Modifica les dades a Wikidata |
|        | Estanyet                                    | Palau de Santa Eulàlia                  | nucli de població |                                                         | 42° 11′ 28″ N, 2° 59′ 04″ E / 42.19113570982°N,2.9843372468059°E                                         |                                                      |                                         | Modifica les dades a Wikidata |
|        | Fluvià                                      | Comarques gironines província de Girona | curs d'aigua      | Desemboca: mar Mediterrània Llarg: 70km Conca: 973.8km² | 42° 05′ 36″ N, 2° 27′ 33″ E / 42.0934°N,2.4591°E 42° 12′ 07″ N, 3° 06′ 38″ E / 42.2019°N,3.1106°E 2 msnm |                                                      | Fluvià                                  | Modifica les dades a Wikidata |
|        | Granja d'en Manel                           | Palau de Santa Eulàlia                  | granja            |                                                         | 42° 10′ 29″ N, 2° 57′ 47″ E / 42.1745925802663°N,2.96292567495362°E                                      |                                                      |                                         | Modifica les dades a Wikidata |
|        | Santa Maria                                 | Palau de Santa Eulàlia                  | capella           |                                                         | 42° 11′ 31″ N, 2° 59′ 01″ E / 42.1918265967338°N,2.98356514562353°E                                      |                                                      |                                         | Modifica les dades a Wikidata |
|        | casa consistorial de Palau de Santa Eulàlia | Palau de Santa Eulàlia                  | casa consistorial |                                                         | 42° 10′ 26″ N, 2° 57′ 52″ E / 42.1738639°N,2.96433°E                                                     |                                                      |                                         | Modifica les dades a Wikidata |
|        | creu de l'Estanyet                          | Palau de Santa Eulàlia                  | creu de terme     | Estil: gòtic tardà                                      | 42° 11′ 34″ N, 2° 59′ 01″ E / 42.192824°N,2.983537°E                                                     | bé cultural d'interès local                          |                                         | Modifica les dades a Wikidata |
|        | la Rectoria                                 | Palau de Santa Eulàlia                  | rectoria          | Estil: arquitectura popular                             | 42° 10′ 22″ N, 2° 57′ 53″ E / 42.172903°N,2.96486°E                                                      | bé integrant del patrimoni cultural català           |                                         | Modifica les dades a Wikidata |